# Нотгер Вилхелм фон Йотинген-Катценщайн
Нотгер Вилхелм фон Йотинген-Катценщайн (на немски: Notger Wilhelm Graf von Oettingen in Katzenstein; * 24 декември 1650 в Грац; † 6 ноември 1693 във Вилинген, Фрайбург, Шварцвалд) е граф от род Йотинген-Балдерн, господар в Катценщайн (днес част от Дишинген) в Баден-Вюртемберг, Хоен-Балдерн, Ауфхаузен, генерал-фелдмаршал, командант на Констанц.
Той е син на граф Фридрих Вилхелм фон Йотинген-Катценщайн (1618 – 1677), граф на Йотинген-Балдерн и господар в Катценщайн, и съпругата му фрайин Розина Сузана фон Трюбенек (1611 – 1664), дъщеря на фрайхер Еразмус фон Трюбенек и фрайин Елизабет фон Херберщайн.
През 1354 г. замъкът Катценщайн е собственост на графовете фон Йотинген. Нотгер Вилхелм фон Йотинген-Балдерн подновява отново замъка от 1669 г. и го прави своя резиденция.
Нотгер Вилхелм фон Йотинген-Балдерн-Катценщайн умира на 6 ноември 1693 г. във Вилинген, Шварцвалд, Фрайбург, на 42 години и е погребан в Кирххайм. След смъртта на последния граф на „Йотинген-Балдерн“ замъкът Катценщайн 1798 г. отива на княжеската линия Йотинген-Валерщайн.
Неговият потомък Крафт Ернст фон Йотинген-Валерщайн (1748 – 1802) е издигнат на 14 април 1774 г. 1. имперски княз на „Йотинген-Йотинген и Йотинген-Валерщайн“.

## Фамилия
Нотгер Вилхелм фон Йотинген-Балдерн-Катценщайн се жени на 10 февруари 1682 г. във Вадерн за Мария Сидония фон Зьотерн († 23 септември 1691 в замък Балдерн), наследничка на Зьотерн и Дагщул, дъщеря на фрайхер Филип Франц фон Зьотерн († ок. 1680) и Магдалена Изабела Диана фон Кронберг-Хоенгеролдсек и Фалкеншайн († сл. 1669). Те имат децата:

- Крафт Антон Вилхелм фон Йотинген-Балдерн-Катценщайн (* 8 октомври 1684 в Катценщайн; † 25 април 1751 в Хоен-Балдерн)), женен на 10 февруари 1709 г. в Ашафенбург за Йохана Елеонора Мария фон Шьонборн-Буххайм (* 2 юли 1688, Майнц; † 12 февруари 1763 в замък Балдерн)
- Мария Изабела Ернестина (* 17 септември 1686; † 12 април 1746, Бедернау), омъжена 1716 г. за фрайхер Кристоф Франц фон Мугентал († 1746)
- Филип Волфганг (* 10 август 1689; † 8 декември 1689)
- Мария Терезия фон Йотинген-Балдерн-Катценщайн (* 30 юли 1690; † 9 юни 1766, Динкелсбюл), неомъжена

Нотгер Вилхелм фон Йотинген-Катценщайн се жени втори път на 7 юли 1692 г. във Виена за Мария Ернестина фон Йотинген-Валерщайн (* 15 септември 1663 във Валерщайн; † 29 април 1714 във Виена, погребана в Августинската църква), дъщеря на граф Волфганг IV фон Йотинген-Валерщайн (1629 – 1708) и графиня Анна Доротея фон Волкенщайн-Роденег (1640 – 1702). 
Те имат дъщеря:
- Мария Йозефа постума фон Йотинген-Катценщайн (* 7 декември 1693, Нойбург; † 29 октомври 1708, Виена)